# NGC 2807A
NGC 2807A (другие обозначения — MCG 3-24-30, PGC 26212) — линзообразная галактика (S0) в созвездии Рак.
Этот объект не входит в число перечисленных в оригинальной редакции «Нового общего каталога» и был добавлен позднее.